# Иванковци (община Велес)
 Тази статия е за селото в Северна Македония.  За селото в България вижте Иванковци.  
Иванковци (на македонска литературна норма: Иванковци) е село разположено в крайния северен дял на община Велес, Северна Македония.

## География
Средната надморска височина на Иванковци е 512 метра. През него преминава река Отовица и е отдалечен на 20 км от административния град Велес. Землището на Иванковци е голямо - над 30 км2, като обработваемата земя е 1615 ха, горите 740 ха, а пасищата са 537 ха. В селото функционира основно училище, поликлиника, поща, магазини и ресторанти.

## История
Според статистиката на Васил Кънчов („Македония. Етнография и статистика“) от 1900 година Иванковци е населявано от 1200 жители, всичките турци.
След Междусъюзническата война в 1913 година селото попада в Сърбия.
На етническата си карта от 1927 година Леонард Шулце Йена показва Йованли (Jovanli) като турско село.
Според преброяването от 2002 година селото има 857 жители.
| Националност | Всичко |
| македонци    | 658    |
| албанци      | 0      |
| турци        | 0      |
| роми         | 0      |
| власи        | 0      |
| сърби        | 172    |
| бошняци      | 0      |
| други        | 0      |